# Костин, Илья Викторович
Илья́ Ви́кторович Ко́стин (31 октября 1979, Орджоникидзе, Северо-Осетинская АССР — 17 апреля 2019, Москва) — российский журналист, специальный корреспондент «Первого канала», работал в программе «Время».

## Биография
Окончил Владикавказское училище искусств имени В. А. Гергиева и факультет журналистики Северо-Осетинского государственного университета имени К. Л. Хетагурова (2001, диплом с отличием) по специальности «журналист-международник».
В 17 лет, будучи студентом 1 курса, начал работать в государственном информационном агентстве «Иринформ». За несколько лет работы сотрудничал с каналами ОРТ, РТР, НТВ, ТВ-6, ТВ Центр и другими.
В 2000—2002 годах работал собственным корреспондентом телекомпании НТВ по Северному Кавказу. Делал репортажи для программ «Сегодня» и «Итоги» этого телеканала.
В 2002 году перебрался в Москву и стал корреспондентом информационной службы телеканала ТВС.
После закрытия ТВС в июне 2003 года перешёл на «Первый канал» и начал работать корреспондентом в информационных программах «Новости», «Другие новости», «Времена», «Время»,  и «Воскресное время».
Освещал военные конфликты в Чечне, Ираке, работал в президентском пуле. Вёл репортажи в дни терактов на Дубровке и в Беслане и взрыва в московском метро (6 февраля 2004 года), в дни выборов в Единые дни голосования с 2013 по 2017 годы и на президентских выборах 2012 и 2018 годов. Также специализировался на репортажах о благотворительности, о культурных мероприятиях и об известных людях в связи с их юбилеем или смертью.
Скончался на 40-м году жизни 17 апреля 2019 года после продолжительной болезни. Последний репортаж для «Первого канала» вышел в эфир 2 сентября 2018 года. Похоронен на Троекуровском кладбище.